# Heinäluoto (ö i Norra Savolax, Varkaus, lat 62,45, long 28,20)
Heinäluoto är en ö i Finland.   Den ligger i kommunen Leppävirta i den ekonomiska regionen  Varkaus ekonomiska region  och landskapet Norra Savolax, i den sydöstra delen av landet, 300 km nordost om huvudstaden Helsingfors.